# رود ساروس
رود ساروس یا سارس یا سرس یا سروس (Sáros, Sarus)(یونانی باستان: Σάρος) بزرگترین رود جاری در منطقهٔ «سیلیکیه» (ارمنستان کوچک) می‌باشد. و در نهایت به درون حوضه دریای مدیترانه جاری می‌شود.
این رود سروس، از بلندی‌های کاتائونیا سرچشمه می‌گیرد. و امروزه این رود ضلع شرقی مخزن سد چاتالان را نیز تغذیه می‌کند.